# Ерзјани
Ерзјани, или народ Ерзја (ерз. эрзят; рус. эрзяне, или народ эрзя), су подгрупа (племе) угро-финског народа Мордвина (Мордоваца, Мордва). Ерзјани говоре ерзјански језик мордовске подгрупе, уралске породице језика, и живе углавном у Републици Мордовији и другим деловима средњег подручја реке Волге у Русији. Мордвини као једни од већих староседелачких народа Русије се састоје од две подгрупе (племена) Ерзјани и Мокшани.

## Место распрострањења
Мање од половине народа Ерзја живи у Републици Мордовија у Руској Федерацији, на реци Сури и на реци Волги. Остали Ерзјани су распрострањени по руским областима Самара, Пенза, Оренбург, Татарстан, Чувашија, Башкортостан, Сибир, на Далеком истоку, у Јерменији и САД.
Значајан део популације Ерзја живи на древној етничкој територији:
- источна група Ерзјана (сви окрузи источног дела Мордовије, Алатир, Поретски и Ибресински округ Чувашије);
- северна група Ерзјана (Гагински, Лукојановски, Сергахски, Схатковски, Пилнински округ Нижњег Новгорода, Болшеигнатовски округ Мордовије);
- група Езјана североисточних регија Пенза регије (Городишченски, Николски, Пенза, Сосновоборски окрузи).

## Језик
Ерзјански језик је језик који се говори у Русији, у северном, источном и северозападном делу Мордовије и суседним регијама Нижњи Новгород, Чувашији, Пензи, Самари, Саратов, Оренбург, Уљановск, Татарстан и Башкортостан и у суседним републикама Русије као и у бившим земљама Совјетског Савеза, где живе припадници етничке заједнице Мордвини (Мордвинци, Мордовани, Мордовци). Језик говори око 260.000 људи. Спада у мордовске језике, заједно с мокшанским језиком. Та два језика су врло повезана и слична, али се ипак разликују по фонетици, морфологији и речнику. Ерзјански језик се пише ћирилицом, варијантом ћириличног писма коју користи руски језик (без икаквих измена). У Мордовији, ерзјански језик је званични језик, заједно с мокшанским и руским језиком.
Западни Ерзјани се зову Шокша (или Шокшо). Они су изоловани од већине Ерзјана и њихов дијалект тј. језик под утицајем је мокшанских дијалеката.
Књижевност Ерзјана, писана ћирилицом, доживела је ренесансу 1920-их и 1930-их година.
После распада Совјетског Савеза, Мордвини, попут других аутохтоних народа Русије, доживели су пораст националне свести.

## Одећа
Говорећи о националном костиму, етнографи се окрећу костиму сељачког окружења. Цео живот било којег сељака или сељанке, од рођења до смрти, био је повезан са различитим обредима и ритуалима, а костим је играо огромну улогу у томе. Посебно је било значајно у прославним ритуалима. Национална костим Ерзја настао је у централном делу европског дела Русије. У костим су улазиле и бројне декорације. Стари народни костим и даље се може видети, посебно међу женама, чије су обилно везене сукње, велике наушнице и бројне огрлице разликовале их од Руса. Заједно са одећом Ерзјанке су носиле покриваче - прявельтявкс (дословно "оно што покрива главу"), које су се промениле када су се венчале. На основу тога, било је очигледно да ли је жена богата. Девојчице су остављале једну везицу косе, која је била спуштена на леђима. Коса венчаних жена била је уплетена у две плетенице и сакривена испод капе. Као што пишу ранији аутори, жене Ерзја, посебно девојке, на глави су плеле плетенице. Невесте, према Мајнову, имале су 25 плетеница, а на крајевима су биле постављене вунене нити са свим врстама украса.
Поредећи одећу Ерзја и Мокше од руских, татарских, чувашких, мари и одеће других суседних народа, у њему се могу наћи многи слични елементи. Дакле, присуство заједничких елемената одеће у Угро-финским народима и близина њихових култура указује на низ детаља о националној ношњи, начину њеног дизајна.

## Значајни Ерзјани
- Авва́кум Петро́в или Аввакýм Петро́вич - вођа старих верника, унутар Руске православне цркве, живи у Пустозерску.
- Erzyan: Эрзямассонь Олёна, Russian: Алёна - женски војни вођа Ерзијана из 17. века, херојина грађанског рата.
- Степа́н Дми́триевич Э́рьзя (Нефёдов) - вајар
- Фёдор Алексеевич Видяев - командант подморнице и ратни херој из Другог светског рата
- Tatyana Ovechkina (Татјана Овечкина) - двоструки олимпијски првак у кошарци
- Александр Георгиевич Шаронов - филолог, песник, писац
- Кузьма Алексеев